# Platanthera replicata
Platanthera replicata là một loài thực vật có hoa trong họ Lan. Loài này được (A.Rich.) Ackerman miêu tả khoa học đầu tiên năm 1997.